# Susie the Little Blue Coupe
Susie the Little Blue Coupe là một phim hoạt hình ngắn sản xuất bởi Walt Disney Animation Studios và phát hành đầu tiên bởi RKO Pictures vào ngày 6 tháng 6 năm 1952. Tám phút trên phim do Clyde Geronimi làm đạo diễn và có nguồn gốc dựa trên 1 câu chuyện ngắn của Bill Peet. Câu chuyện được phỏng theo màn ảnh bởi Peet và Don DaGradi.